# Klaas van der Meulen (schipper)
Klaas Keimpes van der Meulen (It Heidenskip, 20 juli 1907 - Stavoren, 7 juli 1973) was een bekende skûtsjeschipper. Hij won in 1945 het eerste kampioenschap van de Sintrale Kommisje Skûtsjesilen (SKS) en heeft later nog drie keer de kampioenstitel behaald. In het Vleugelklassement (rangschikking aller tijden) van de SKS neemt hij de vierde plaats in na Ulbe Zwaga, Lodewijk Meeter en Douwe Jzn. Visser.

## Biografie
Klaas van der Meulen is een zoon van Keimpe Hendriks van der Meulen, vrachtvaarder en eveneens een bekend skûtsjesiler. Klaas ging al op jonge leeftijd van school om zijn vader te helpen op het schip. Ze gebruikten hun skûtsje niet alleen voor vrachtvaart, maar ze woonden er ook in met het hele gezin.
Na de oprichting van de SKS in 1945 werd de eerste kampioenswedstrijd gehouden in Langweer. Klaas van der Meulen kwam als eerste over de eindstreep. Hij werd later ook nog kampioen in 1947, 1951 en 1954. 
In de beginjaren van het SKS-skûtsjesilen werd er aan de wedstrijden deelgenomen door particuliere (beroeps)schippers. Klaas van der Meulen zeilde toen met het skûtsje van zijn schoonvader Taeke Salverda. Later werden de skûtsjes overgenomen door plaatselijke commissies en werd het skûtsjesilen een strijd tussen deelnemende dorpen. Klaas van der Meulen werd toen schipper op de Sneker Pan (1956-1957), de Súdwesthoek (1958-1961) en het Lemster skûtsje (1963-1964). 
Klaas van der Meulen kon niet altijd even goed overweg met de eigenaren-commissies en besloot in 1965 om een eigen skûtsje te kopen, dat gebouwd was in 1912 op Scheepswerf De Pijp in Drachten. Hij noemde het Keimpe van der Meulen. Met dat skûtsje ging hij deelnemen aan het SKS-skûtsjesilen voor zijn woonplaats Woudsend. 
Op 7 juli 1973 is Klaas van der Meulen overleden na een hartaanval tijdens de SKS-wedstrijd op het IJsselmeer bij Stavoren. Hij viel overboord en is door zijn zoon Taeke weer uit het water gehaald. Hij is als schipper voor Woudsend opgevolgd door zijn zoons die dit ieder dertien jaar invulden, Keimpe van 1974-1986, Taeke van 1987-1999 en Ype van 2000-2012. Het familieschip werd hierbij in 1974 omgedoopt tot Klaas van der Meulen. De periode 2013-2044 wordt door vier kleinzonen ingevuld voor ieder acht jaar.
In 2020 heeft Omrop Fryslan een portret gemaakt met zoons Ype en Taeke van de Meulen.